# Seznam violončelistov
Seznam mednarodno uveljavljenih violončelistov:

### A
- Diran Alexanian

### B
- Franz Bartolomey
- Felix Battanchon
- Charles Baudiot
- Paul Bazelaire
- Hugo Becker
- Luigi Boccherini
- Anner Bylsma

### C
- Pablo Casals
- Gaspar Cassadó
- Natalie Clein
- Robert Cohen
- Tom Cora
- Bernhard Cossmann
- Charles Curtis

### D
- Valter Dešpalj
- Roel Dieltens
- Johann Justus Friedrich Dotzauer
- Jean-Louis Duport
- Jean-Pierre Duport

### F
- Emanuel Feuermann
- Rocco Filippini
- Pierre Fournier
- Auguste Franchomme

### G
- Maurice Gendron
- David Geringas
- Georg Goltermann
- Leonid Gorokhov
- Friedrich Grützmacher
- Natalia Gutman

### H
- Damir Hamidulin
- Lynn Harrell
- Ulrich Heinen
- Frans Helmerson
- Guillaume Hesse

### I
- Steven Isserlis

### J
- Antonio Janigro
- Joan Jeanrenaud

### K
- Carolyn Kelly
- Ralph Kirshbaum
- Perttu Kivilaakso
- Julius Klengel
- Maria Kliegel
- Jeffrey Krieger
- Joel Krosnick
- Friedrich August Kummer

### L
- Sebastian Lee
- Julian Lloyd Webber

### M
- Yo-Yo Ma
- Mischa Maisky
- Gerhard Mantel
- Maurice Maréchal
- Dmitri Markevitch
- Angelica May
- Charlotte Moorman
- Aaron Minsky
- Miloš Mlejnik
- Truls Mørk
- Daniel Müller-Schott

### P
- Siegfried Palm
- Vito Paternoster
- Miklos Perenyi
- Boris Pergamenschikow
- Gregor Piatigorsky
- Alfredo Piatti
- William Pleeth
- David Popper
- Jacqueline du Pré
- Andrei Pricope

### Q
- Jean-Guihen Queyras

### R
- Hank Roberts
- Hannah Roberts
- Bernhard Romberg
- Leonard Rose
- Mstislav Rostropovič
- Martin Rummel
- Arthur Russell

### S
- Daniil Shafran
- Heinrich Schiff
- Carl Schröder
- Janos Starker

### Š
- Ciril Škerjanec

### T
- Eicca Toppinen
- Werner Thomas-Mifune
- Fiona Thompson
- Auguste Tolbecque
- Paul Tortelier

### V
- Eduardo Vasallo

### W
- Raphael Wallfisch
- Pieter Wispelwey